# Joonas Kokkonen
Joonas Kokkonen (født 13. november 1921 i Iisalmi Finland, død 2. oktober 1996) var en finsk komponist. 
Kokkonen hører til generationen af betydningsfulde komponister efter Jean Sibelius. Han har komponeret fire symfonier, orkestermusik, kammermusik, kormusik, klavermusik, orgelmusik, og en opera The Last Temptations (1972-1975), som regnes for Finlands nationale opera i dag.
Han komponerede fra neoklassisk stil, til tolvtone stil.

## Udvalgte værker
- Symfoni nr. 1 (1960) - for orkester
- Symfoni nr. 2 (1960-1961) - for orkester
- Symfoni nr. 3 (1967) - for orkester
- Symfoni nr. 4 (1971) - for orkester